# Neogene intermedia
Espèce
Neogene intermedia est une espèce de lépidoptère de la famille des Sphingidae.

## Systématique
Le nom scientifique complet (avec auteur) de ce taxon est Neogene intermedia Clark, 1935.
Neogene intermedia a pour synonymes :
- Eumorpha intermedia (Clark, 1917)